# ذخیره انرژی

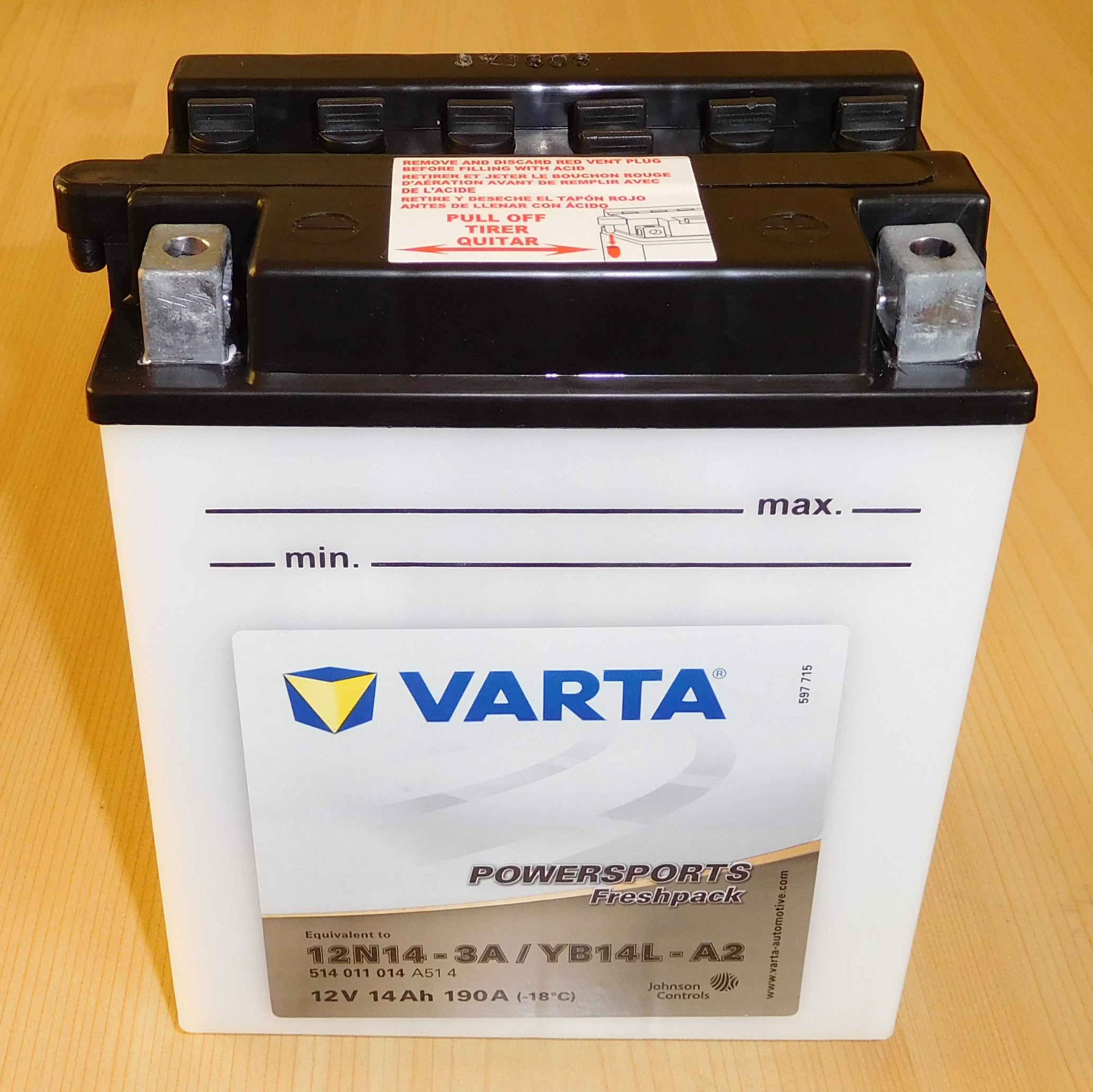
باطری خشک جهت ذخیره انرژی الکتریکی

ذخیرهٔ انرژی، نگه‌داری از انرژی برای استفاده در آینده است. دستگاهی که انرژی را ذخیره و انبار می‌کند، گاهی آکومولاتور خوانده می‌شود. در ذخیره‌سازی انرژی، تبدیل انرژی به شکلی از انرژی که آسان‌تر ذخیره و انبار می‌شود از شکلی که ذخیره کردن آن دشوار است؛ صورت می‌گیرد. انرژی انواع و گونه‌های مختلفی دارد و شکل‌های متعددی داراست. از جملهٔ این انواع، انرژی شیمیایی، انرژی گرانشی (حاصل از نیروی گرانش)، انرژی پتانسیل الکتریکی، انرژی جنبشی، انرژی آبی، انرژی هسته‌ای و گرمای نهان را می‌توان نام برد. ذخیرهٔ انرژی، روش‌ها و شیوه‌های گوناگونی دارد و برای آن از ابزارها و وسایل مختلفی استفاده می‌شود. پیل خشک، انواع باتری، خازن، مخزن (تانکر)، سیلندر، سد و بسیاری ابزارها و وسایل دیگر از آن جمله‌اند.